# Cargoair

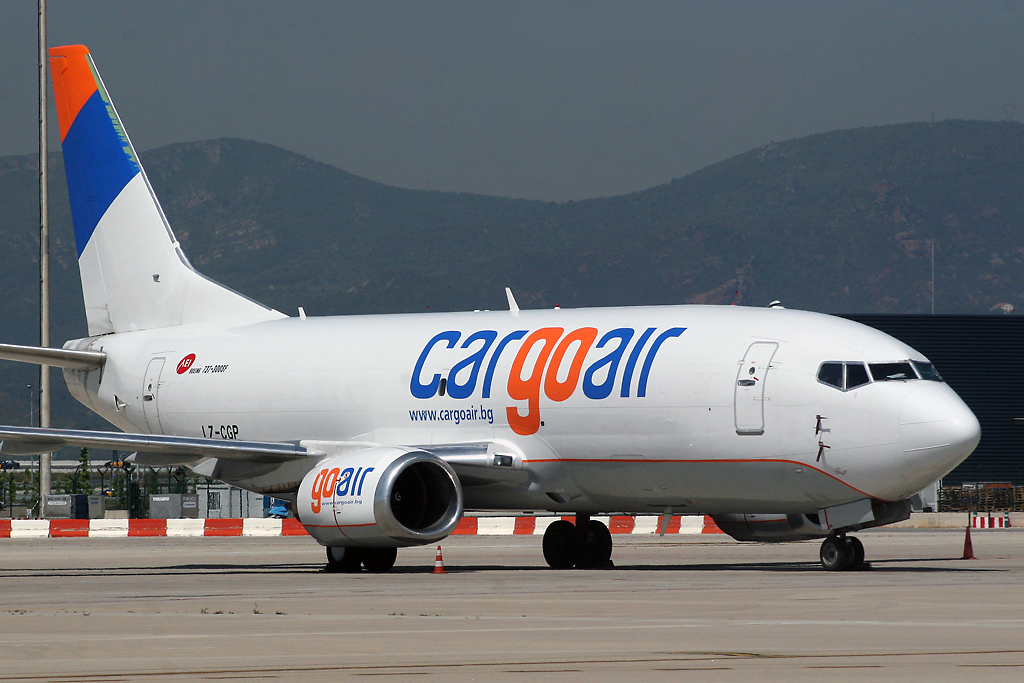
CargoAir

Cargoair is een vrachtluchtvaartmaatschappij uit Bulgarije.

## Geschiedenis
Cargoair is een nakomeling van Vega Airlines, dat tot eind 2006 een Bulgaarse luchtvaartmaatschappij was. Toen Bulgarije tot de Europese Unie toetrad, werden alle luchtvaartmaatschappijen met Antonovvliegtuigen verboden. Al deze bedrijven werden opnieuw geregistreerd, voornamelijk in Servië en Rusland. Veel luchtvaartmaatschappijen, zo ook Vega Airlines, gingen failliet of de vluchten werden gestaakt.
De naam Cargoair werd gekozen om het bedrijf een nieuw beeld te geven.

## Vloot
Op 1 mei 2020 bestond de vloot van Cargoair uit: (bron: Planespotters)
- 3 Boeings 737-300F
- 7 Boeings 737-400F
- 1 Boeing  737-400